# 라텍스 의상

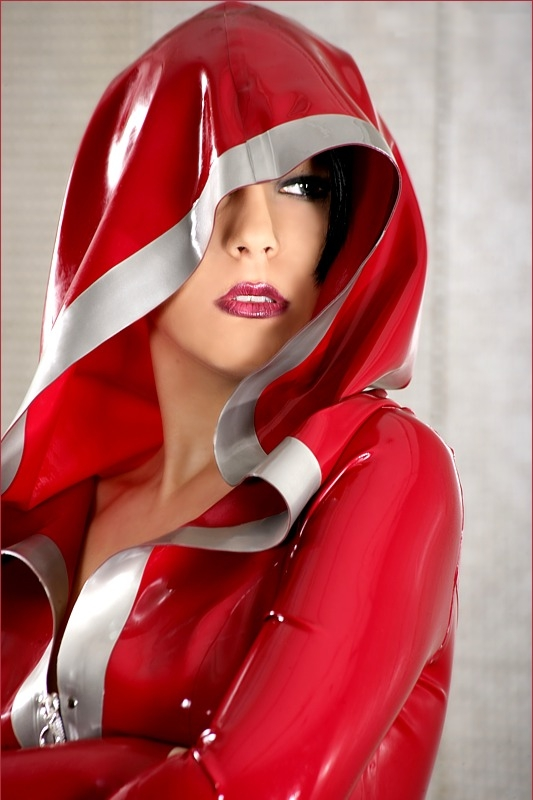
라텍스 의상의 예.

라텍스 고무는 여러 가지 의류의 재료로 사용된다. 고무는 예로부터 방독면이나 장화 등 보호용 장구에 사용되어 왔는데, 현재는 비닐 같은 재질로 대체되기도 한다.
의류로서의 라텍스 고무는 일반적으로 페티시 패션이나 BDSM 활동에 쓰이며, 페티시 클럽 같은 곳에서 이를 입은 사람들을 흔히 볼 수 있다. 보통 입을 경우 피부에 밀착되어, "제 2의 피부" 효과를 나타낸다. 일부 잡지는 라텍스 의상의 사용과 착용만을 주제로 하기도 한다.

## 라텍스 의상

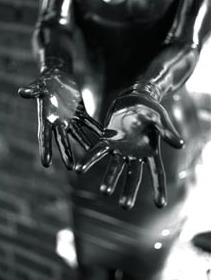
라텍스 손 (Diet Goedde의 작품)

라텍스는 레오타드, 보디수트, 스타킹, 장갑 뿐만 아니라 기존의 '직물'로 만들 수 있는 대부분의 의상을 만드는 데 쓰일 수 있다. 라텍스는 또한 후드나 고무 망토 등 전문적인 페티쉬 용품을 만드는 데에도 쓰인다.
라텍스 의상은 일반적으로 롤에 감긴 커다란 라텍스 시트를 이용해 만든다. 페티시로서의 "고전적인" 라텍스 의상은 검은색이지만, 라텍스는 기본적으로 반투명하기 때문에 메탈릭 색상이나 흰색 등 어느 색상으로도 염색이 가능하다. 이 라텍스 시트는 보통 0.5 mm 정도의 두께가 쓰이지만, 0.18 mm 의 두께로부터 제조자가 원하는 만큼의 두께까지, 다양한 두께로 만들어질 수 있다. 라텍스 다른 직물처럼 꿰매는 대신, 대부분의 연결부위를 접착제로 연결한다.
라텍스 시트가 상대적으로 약하기 때문에, 라텍스 의상은 찢어짐을 방지하기 위해 특별한 관리가 필요하다. 라텍스가 자전거 타이어 수리용품과 비슷한 재료로 수선이 가능하다 할지라도, 그것이 처음에 가졌던 매력적인 모습은 기대하기 힘들다.
라텍스 의상은 재질의 보호와 특유의 빛나는 모습을 위해 종종 광택제를 바르게 된다.
라텍스 의상을 입는 것은 보통 매우 어려운데, 이는 라텍스가 마른 피부에 대해 높은 마찰력을 보여 거의 달라붙다시피 하기 때문이다. 좀 더 수월하게 입기 위해, 착용자는 종종 활석 가루(베이비 파우더의 원료)를 사용해 의상을 입을 때 피부와의 마찰력을 줄인다. 이후 필요 없는 부위에 묻은 활석 가루는 고무에 대비되어 눈에 띄므로, 광택을 낼 때 모두 닦아낸다. 이를 입는 또다른 방법은 윤활액을 사용해 라텍스를 미끄럽게 만들어 입는 방법이다. 라텍스를 입을 때 이 마찰력을 줄이거나 없애는 세 번째 방법은 고무를 염화반응 시키는 것이다. 기체 상태의 염소를 사용해 라텍스의 표면을 네오프렌으로 변화시키면 마찰이 줄게 된다. 이 방법은 메탈릭이 아닌 색상에는 영향을 미치지 않으며, 재질의 강도에도 영향이 없다.
라텍스는 액체 상태로 몸에 직접 바를 수도 있으며, 간혹 라텍스 의상의 제작시 이음매를 이어붙이는 데 쓰이기도 한다. 발라 입은 액체 라텍스 의상을 벗길 때 털이 뽑혀 고통을 유발할 수 있다. 착의 전에 미리 면도를 하거나, 역시 미리 윤활제를 바르거나, 라텍스를 벗길 때 라텍스를 약하게 만드는 오렌지 오일 같은 제품을 사용하여 이를 예방할 수 있다.

## 같이 보기
- 로리타 패션
- 수영모